# Ulrich Molitor
Ulrich Molitor (Molitoris) – urodzony w XV wieku prawnik, jeden z pierwszych uczonych zajmujących się problematyką czarów. Autor dialogu De Lamiis et Phitonnicis Mulieribus (1489).
Ukończył prawo na uniwersytecie w Padwie, następnie pełnił funkcję profesora na uniwersytecie w Konstancji.

## Poglądy
Molitor wierzył, że Szatan działa zawsze za pozwoleniem Boga, a sabaty czarownic są jedynie snem i złudzeniem, wywołanym przez diabła. Burze i grad są zjawiskiem naturalnym lub wyrokiem Bożym. 
Według Molitora diabeł pozbawiony jest zdolności płodzenia.

## DziełoDe Lamiis et Phitonnicis Mulieribus

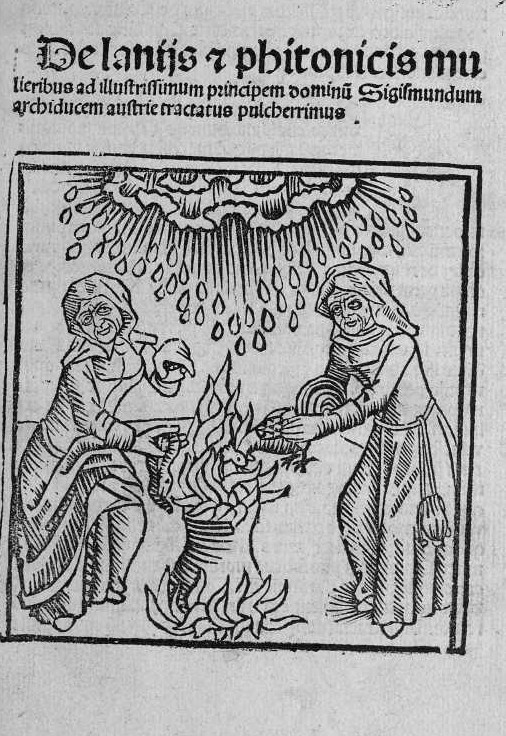
Strona tytułowa De Lamiis... Ulricha Molitora

W De Lamiis et Phitonnicis Mulieribus (tłum. polskie: O czarownicach i wróżbitkach) Molitor chciał rozwiać wątpliwości związane z herezją czarnoksięstwa. Swoje tezy przedstawił w formie dialogu z arcyksięciem austriackim Zygmuntem, który w utworze tym negował m.in. wartość zeznań czarownic uzyskanych za pomocą tortur. Molitor uważał, że to strach przed cierpieniem skłaniał ludzi oskarżonych o czary do mówienia rzeczy nieprawdziwych. W swojej pracy powoływał się na cytaty z Pisma Świętego, tezy Ojców Kościoła, a nawet na Dzieje króla Artura czy utwory Wergiliusza.
Jego praca zyskała wielką popularność i została przetłumaczona na kilka języków. Tłumaczenie niemieckie ukazało się w 1544 roku w Kolonii (pt. Hexenmeysterey) oraz w 1575 roku w Strasburgu (pt. Von Hexen und Unholden). Przekład polski noszący tytuł Dialog o winnych białych głowach albo czarownicach ukazał się w 1614 w Krakowie i stanowił dodatek do polskiego tłumaczenia Młota na czarownice.